# Susiluoto (ö i Södra Karelen, Villmanstrand, lat 61,17, long 28,31)
Susiluoto är en ö i Finland. Den ligger i sjön Saimen och i kommunen Taipalsaari i den ekonomiska regionen  Villmanstrands ekonomiska region  och landskapet Södra Karelen, i den södra delen av landet, 210 km nordost om huvudstaden Helsingfors. Öns area är 0,9 hektar och dess största längd är 160 meter i öst-västlig riktning.